# Рексистская партия
Рекси́зм (также «движение Рекс», Рексистская партия, фр. Rexisme, фр. Parti Rexiste) — фашистское движение, действовавшее в Бельгии до и во время Второй мировой войны. Лидером движения являлся Леон Дегрель. Основу партии составили члены правых католических организаций, сам Дегрель состоял в Католической ассоциации бельгийской молодёжи, из которой вышел в 1934 году, чтобы создать новую партию. Новое объединение получило название Рексистской партии (Parti Rexiste, рексисты), а декларируемая ей идеология — рексизм. Название партии происходит от лат. Christus Rex — Царь Христос, термина из консервативной католической доктрины и одновременно названия католического журнала.

## Идеология
Идеология рексизма, которая также базировалась на идеях политика Жана Дени, призывала к «моральному обновлению» бельгийского общества через господство католической церкви, формируя корпоративное общество и отменяя либеральную демократию. Жан Дени стал энтузиастом движения, а позже писал для партийной газеты Le Pays Réel. Программа рексизма также имеет большие заимствования из идей Шарля Морраса. Он отвергал либерализм, который считал декадентским, и был категорически против как марксизма, так и капитализма, вместо этого стремясь к корпоративной экономической модели, идеализирующей сельскую жизнь и традиционные семейные ценности.
В ранний период, до 1937 года, рексизм нельзя точно классифицировать как фашистское движение. Скорее всего это было популистское, авторитарное и консервативное католическое националистическое движение, которое первоначально пыталось завоевать власть демократическим путём и не ликвидировать полностью демократические институты. Но партия всё чаще использовала риторику фашистского стиля, а после того, как в апреле 1937 года Дегрель потерпел поражение на выборах, он открыто принял антипарламентаризм и стал симпатизировать немецкому нацизму. Историк Роджер Гриффин рассматривает Рексистскую партию во время немецкой оккупации Бельгии как «полностью фашистскую», а до — «протофашистской».
Рексистское движение нашло поддержку почти исключительно в Валлонии. 6 октября 1936 года Дегрель заключил секретное соглашение с фламандским коллегой Стафом де Клерком, лидером Фламандского Национального Союза. Оба движения стремились к корпоративной системе, но в отличие от рексистов, движение де Клерка стремилось отделить Фландрию от Бельгии и объединить её с Нидерландами. Фламандская сторона отменила соглашение только через год. Он также столкнулся с конкуренцией со стороны идеологически схожего (но явно антигерманского) Légion Nationale («Национальный легион») Поля Хоорнарта.

## До войны
Партия рексистов была основана в 1935 году после того, как её лидер Леон Дегрель покинул Католическую партию, которую он считал слишком умеренной. Он нацелился на более радикальные группы, такие как католики-традиционалисты, ветераны, мелкие торговцы и безработные. В эпоху депрессии он изначально завоевал значительную популярность — в основном благодаря своей харизме. Его наибольший успех — 11,5% голосов на выборах 1936 года. Партия рексистов смогла взять 21 из 202 мест в Палате депутатов и 8 из 101 в Сенате, став тем самым четвёртой по силе в парламенте. Однако поддержка партии была крайне локализована: рексистам удалось собрать более 30% голосов во франкоязычной провинции Люксембург, по сравнению с 9% в одинаково франкоязычном Эно. Дегрель восхищался подъёмом Адольфа Гитлера и постепенно подражал НСДАП, а связи движения с Римско-католической церковью бельгийское духовенство всё больше отвергало.
Дегрель выступил в преддверии выборов в апреле 1937 года в Брюсселе против премьер-министра Поля ван Зеланда от Католической партии, который, чтобы избежать победы рексистов, был поддержан всеми другими партиями, в том числе даже коммунистами. Архиепископ Мехелена и предстоятель католической церкви Бельгии Йозеф ван Руй упрекал избирателей рексистов и называл рексизм «опасностью для страны и к Церкви». Дегрель был решительно побеждён: он потерял от 20 до 80%.
С той поры, рексистское движение соглашалось с интересами нацистской Германии ещё сильнее и включило в свою платформу нацистские лозунги. В то же время его популярность резко снизилась: на выборах 1939 года доля голосов снизилась до 4,4%, а партия потеряла 17 мест из 21.

## Вторая мировая война
После немецкого вторжения в Бельгию в 1940 году рексисты приветствовали немецкую оккупацию, хотя первоначально они придерживались довоенной политики нейтралитета. Хотя после поддержки движением нацизма некоторые рексисты вошли в подполье или вышли из политики (как Люсьен Стрель), большинство рексистов поддержали оккупантов и помогали немецким силам с репрессиями на территории, где бы они ни находились. Тем не менее, популярность движения продолжала падать. В 1941 году, на митинге в Льеже, Дегрель был освистан сотней демонстрантов.
В августе 1944 года рексистская милиция была ответственна за резню в Курселе.
С движением был тесно связан «Валлонский легион», члены которого позже вошли в состав 28-й добровольческой гренадерской дивизии СС «Валлония». Сам Дегрель командовал этой дивизией и воевал на Восточном фронте, отдав номинальное лидерство на время своего отсутствия Виктору Маттису.

## После войны
После освобождения Бельгии в сентябре 1944 года партия самораспустилась, а позднее и вовсе была запрещена. Многие бывшие рексисты были заключены в тюрьму или казнены за коллаборационизм: Виктор Маттис и Люсьен Стрель были расстреляны, идеолог Жан Дени был заключен в тюрьму.
Дегрель укрылся в франкистской Испании. Он был осуждён за измену заочно и приговорён к смертной казни, но повторные просьбы о выдаче его были отклонены испанским правительством. Дегрель умер в Малаге в 1994 году.